# Diplotropis rufina
Diplotropis rufina är en skalbaggsart som beskrevs av Fahraeus 1857. Diplotropis rufina ingår i släktet Diplotropis och familjen Melolonthidae. Inga underarter finns listade i Catalogue of Life.